# Paul Gayten
Paul Gayten (* 29. Januar 1920 in Kentwood, Louisiana; † 26. März 1991 in Los Angeles, Kalifornien) war ein US-amerikanischer Pianist, Produzent und Songwriter des Rhythm and Blues und Jump Blues.

## Leben
Der aus Louisiana stammende Gayten war ein Neffe des Blues-Pianisten Little Brother Montgomery. In seiner Jugend spielte er in lokalen Bands und gründete schließlich eine eigene Formation, Paul Gayten’s Sizzling Six, in der auch der spätere Bebop-Saxophonist Teddy Edwards spielte. 
Während des Zweiten Weltkrieges leitete er im Armeestützpunkt in Biloxi (Mississippi) eine Militärkapelle. Nach Kriegsende zog er nach New Orleans und hatte mit einem Trio ein längeres Engagement im Club Robin Hood. 1947 spielte er mit dem Trio zwei der ersten R&B-Hits aus New Orleans ein: True (You Don’t Love Me) und Since I Fell for You, letzteres mit der Sängerin Annie Laurie. Beide Songs gelangten in die R&B-Charts-Top-Ten. Gayten begleitete außerdem die Sängerin Chubby Newsom bei ihrem Hit Hip Shakin’ Mama. Ab 1947 entstanden Aufnahmen für das Plattenlabel DeLuxe.
Im Jahr 1949 erweiterte er sein Ensemble zu einem neunköpfigen Orchester und wechselte zum Label Regal Records. Für das Label schrieb Gayten den Nr.-1-R&B-Hit For You My Love, den Larry Darnell aufnahm; Gayten selbst nahm den Song I’ll Never Be Free mit Annie Laurie auf. Mit seinem Orchester, dem zeitweise auch der Saxophonist Hank Mobley und der Sänger Little Jimmy Scott angehörten, ging er häufig auf Tourneen, bei denen er auch gemeinsam mit Dizzy Gillespie und Charlie Parker auftrat. Ende 1951 bekam er einen Vertrag bei Okeh Records; bei den Aufnahmen für das Label spielten in seinem Orchester unter anderem Ray Abrams, Bill Doggett, Cecil Payne und Aaron Bell.
1953 beendete er die Reihe der Tourneen, wechselte zum Label Chess Records, für das er als Talentscout, Produzent, Songwriter und zeitweise auch als Musiker arbeitete. Zu seinen Entdeckungen zählte auch Clarence Henry, dessen ersten Hit Ain’t Got No Home er 1956 produzierte. 
Gaytons wohl größter Erfolg war der von ihm mitkomponierte und produzierte Song (I Don’t Know Why) But I Do aus dem Jahr 1961. Für Chess produzierte Gayten auch Bobby Charles’ Later Alligator und spielte Piano bei der Aufnahme von Chuck Berrys Lied Carol. 1956 hatte er selbst auch mit The Music Goes Round and Round auf dem Chess-Sublabel Argo Records einen seiner größten Hits, gefolgt von Nervous Boogie.
1960 zog er nach Los Angeles und führt von dort aus die Geschäfte von Chess Records; 1968 gründete er sein eigenes Label Pzazz, auf dem unter anderem Aufnahmen von Lorez Alexandria und Louis Jordan erschienen. In den 1970er-Jahren setzte er sich zur Ruhe; er starb 1991 in Los Angeles.

## Diskografische Hinweise
- Paul Gayten’s Crescent City Roll (1955–1957)
- Creole Gal (Route 66, ed. 1999)